# Nicolo-Peccavi ou l'Affaire Dreyfus à Carpentras
Nicolo-Peccavi ou l'Affaire Dreyfus à Carpentras est un roman d'Armand Lunel publié le 2 novembre 1926 aux éditions Gallimard. Il reçoit la même année le premier prix Renaudot à la suite de sa fondation.

## Résumé
Alfred Dreyfus gracié séjourna chez sa sœur à Carpentras. La ville qui a connu les « carrières », sortes de ghettos comtadins, devient le cadre d'une histoire surprenante. Nicolo-Peccavi, Peccavi comme le mot latin Peccavi : "j'ai péché", est un antisémite notoire de la ville et il apprend par son voisin Abranet qu'il descend d'une famille juive convertie. Cela le perturbe considérablement dans son commerce, sa vie conjugale et religieuse au point de lui faire perdre la raison.

## Sources d'inspiration
- En 1899 Alfred Dreyfus séjourna à Carpentras avec sa femme Lucie et ses enfants Pierre-Léon et Jeanne,  chez sa sœur, Henriette et son beau-frère, Joseph Valabrègue.
- Abranet était le surnom du grand-père d'Armand Lunel : Abraham Lunel.

## Éditions
- Nicolo-Peccavi ou l'Affaire Dreyfus à Carpentras, éditions Gallimard, 1926  (ISBN 978-2-07-024031-9).